# Annoia
L'annoia, localmente nuje o annuje, è un salume insaccato che utilizza lo stomaco e le budella di maiale. È prodotto in tutto l'Abruzzo, ma la specialità è della provincia di Chieti. L'annoia fa parte dei Prodotti agroalimentari tradizionali abruzzesi.

## Produzione
Lo stomaco e le budella di maiale vengono pulite con lavaggi in acqua e farina di mais e successivamente vengono bollite per due ore. La lavorazione successiva prevede il taglio di piccole strisce e messe sotto sale. Si aggiungono gli aromi: peperone piccante, aglio, seme di finocchio, bucce di arancia. Il sapore risulta più o meno aromatizzato a seconda della miscela di tali aromi. Di solito viene consumato dopo pochi giorni dalla preparazione come una salsiccia fresca.